# Sân bay Dushanbe
Sân bay Dushanbe (IATA: DYU, ICAO: UTDD) là một sân bay ở Dushanbe, thủ đô của Tajikistan. Hiện sân bay đang được nâng cấp để nâng cấp nhà ga được xây lần đầu năm 1964..

## Airlines and destinations
- Ariana Afghan Airlines (Kabul)
- Avia Traffic Company (Bishkek)
- China Southern Airlines (Ürümqi)
- Domodedovo Airlines (Moscow-Domodedovo)
- East Air
- Kam Air (Kabul)
- KrasAir (Krasnoyarsk)
- Kyrgyzstan (Bishkek)
- Kyrgyzstan Airlines (Bishkek)
- Orenburg Airlines (Orenburg)
- Rossiya (Saint Petersburg)
- S7 Airlines (Chelyabinsk, Novosibirsk, Perm)
- Samara Airlines (Samara)
- Scat Air (Almaty)
- Somon Air (Almaty, Dubai, Istanbul-Atatürk, Moscow-Domodedovo, Ürümqi)
- Tajik Air (Almaty, Bishkek, Istanbul-Atatürk, Karachi, Moscow-Domodedovo, Novosibirsk, Samara, Tehran-Imam Khomeini, Yekaterinburg, Khodzhand, Kulyab, Kurgan Tyube, Khorog, Garm)
- Tatarstan Airlines (Kazan)
- Turkish Airlines (Istanbul-Atatürk)